# Красный (комикс)
«Кра́сный» (англ. Red) — мини-серия комиксов, состоящая из трёх выпусков, выпущенных в 2003 и 2004 гг. компанией WildStorm в издательстве Homage Comics. Создана писателем Уорреном Эллисом и художником Калли Хэмнером.

## Сюжет
Фрэнк Мозес — отставной агент ЦРУ, ранее работавший в отделе «иностранных приобретений». Фрэнк живёт в замкнутом мире, его общение с людьми ограничивается лишь учтивыми телефонными звонками своему куратору (которая желает, по ее мнению, заниматься тем, чем занимался Мозес) и письмами своей племяннице, которая живёт в Англии.
Майкл Бизли — новоиспечённый директор ЦРУ, назначенный на своё место по политическим причинам. Для введения в курс дел, которыми должен заниматься человек его должности, он получает доступ к «Комнате-Р», где и узнаёт о существовании Мозеса и всего того, что тот сделал. Ужаснувшись тому, что увидел, и страшась реакции общественности в случае, если вдруг эти тайны всплывут на поверхность, он приказывает устранить Мозеса.
По месту жительства Мозеса посылают команду быстрого реагирования из трёх человек, и он убивает всех троих, узнав метод нападения и поняв, что его убийство было санкционировано. Он звонит своей домовладелице, но лишь узнаёт, что она куда-то переехала. Перед тем как съехать из своего дома, он сообщает Агентству, что его статус изменился с «Зелёного» на «Красный» и отправляется на «охоту».

## Экранизация
12 июня 2008 года на главной странице The Hollywood Reporter, объявлялось что компания Summit Entertainment собирается снять по мотивам «Красного» полнометражный фильм. Сценаристы фильма «Белая мгла» Эрик и Джон Хибер написали сценарий экранизации; режиссёром фильма стал Роберт Шветке, а продюсерами — Лоренцо Дибонавентура и Марк Варадьян. Съёмки фильма начались в январе 2010 года в Торонто и Луизиане с Брюсом Уиллисом и Морганом Фрименом в главных ролях.